# Quincy Promes
Quincy Anton Promes (Amsterdam, 4 gennaio 1992) è un ex calciatore olandese, di ruolo centrocampista o attaccante.
In carriera ha vinto un campionato russo (2016-2017), una Supercoppa (2017) e una Coppa di Russia (2021-2022) con lo Spartak Mosca e una Supercoppa d'Olanda (2019) con l'Ajax.

## Biografia

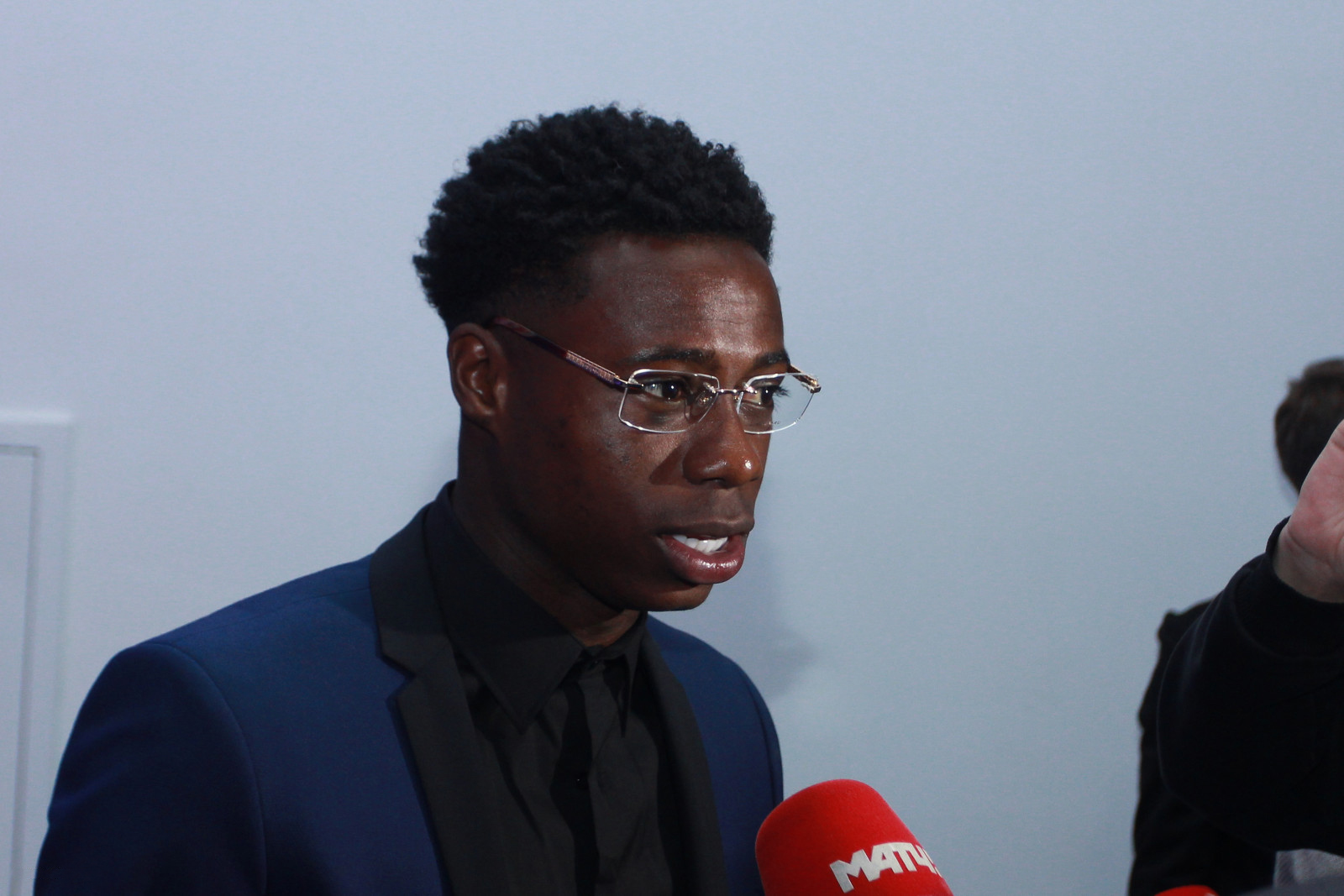
Promes nel 2017

Promes è nato ad Amsterdam da genitori surinamesi. Suo padre era un calciatore professionista in Suriname. Ha sempre dichiarato di aver avuto un'infanzia difficile, tra strade e quartieri pericolosi, e ha trovato nel calcio e nel rap i suoi sfoghi.

## Caratteristiche tecniche
Calciatore molto duttile, fa del dribbling, della tecnica individuale e della velocità i suoi punti principali di forza. Predilige agire tra gli spazi per servire i suoi compagni di squadra, tuttavia è in possesso di una buona abilità nel calciare con entrambi i piedi. Gioca prevalentemente come ala sinistra, ma può anche agire sulla fascia opposta o nel ruolo di seconda punta. Inoltre, all'occorrenza può essere impiegato nel ruolo di terzino sinistro, centrocampista centrale e trequartista. È conosciuto anche per l'esultanza della Mask, in cui si copre il volto con la mano destra proprio come una maschera. Purtroppo, il suo carattere, decisamente fuori dalle righe, ha condizionato pesantemente sulle sue prestazioni, ma anche sul suo modo di vivere.

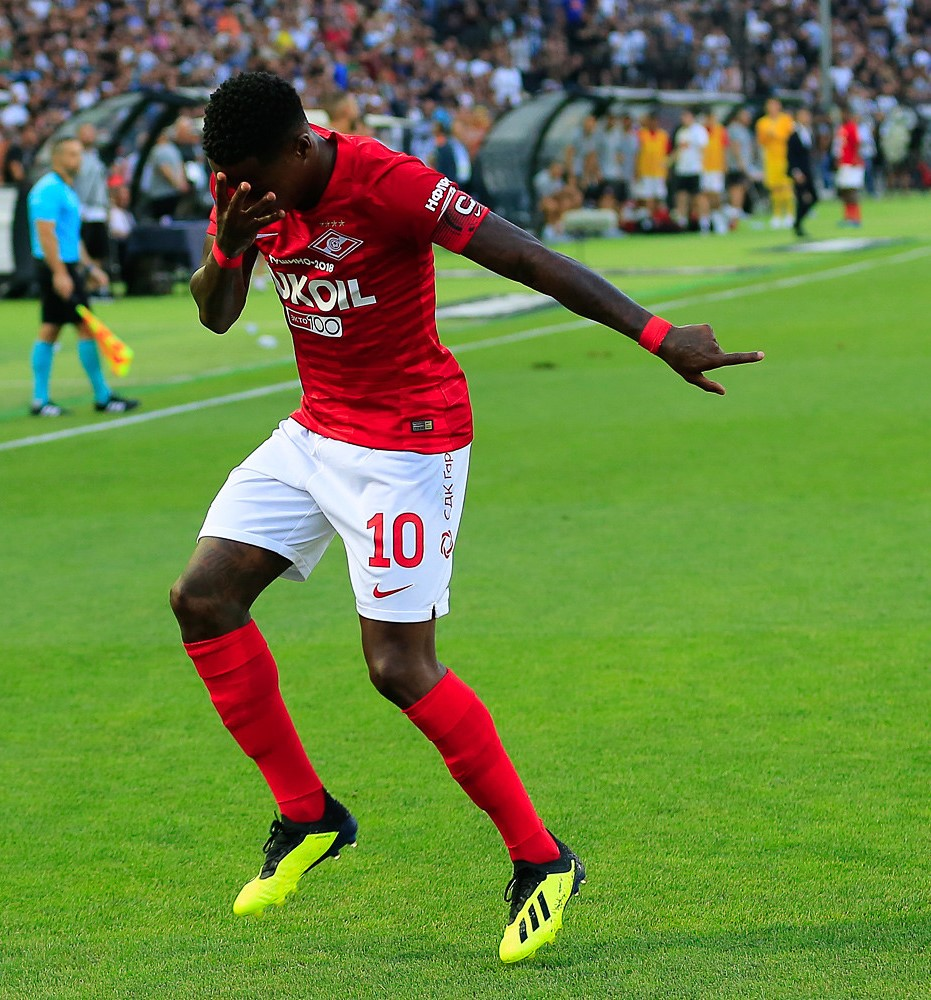
Promes mentre esulta con la Mask contro il

## Carriera

### Club

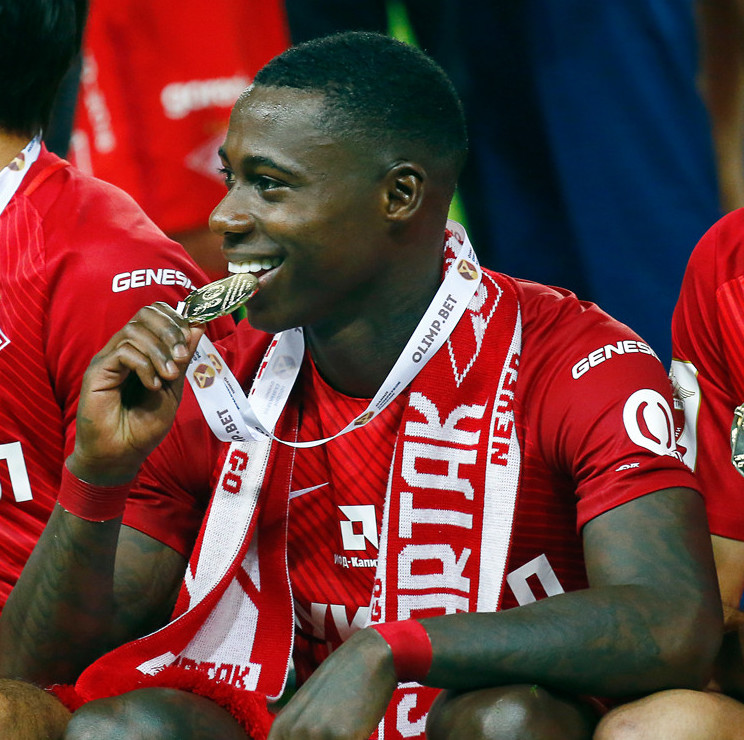
Promes con la medaglia per la vittoria della Superkubok Rossii 2017 con lo

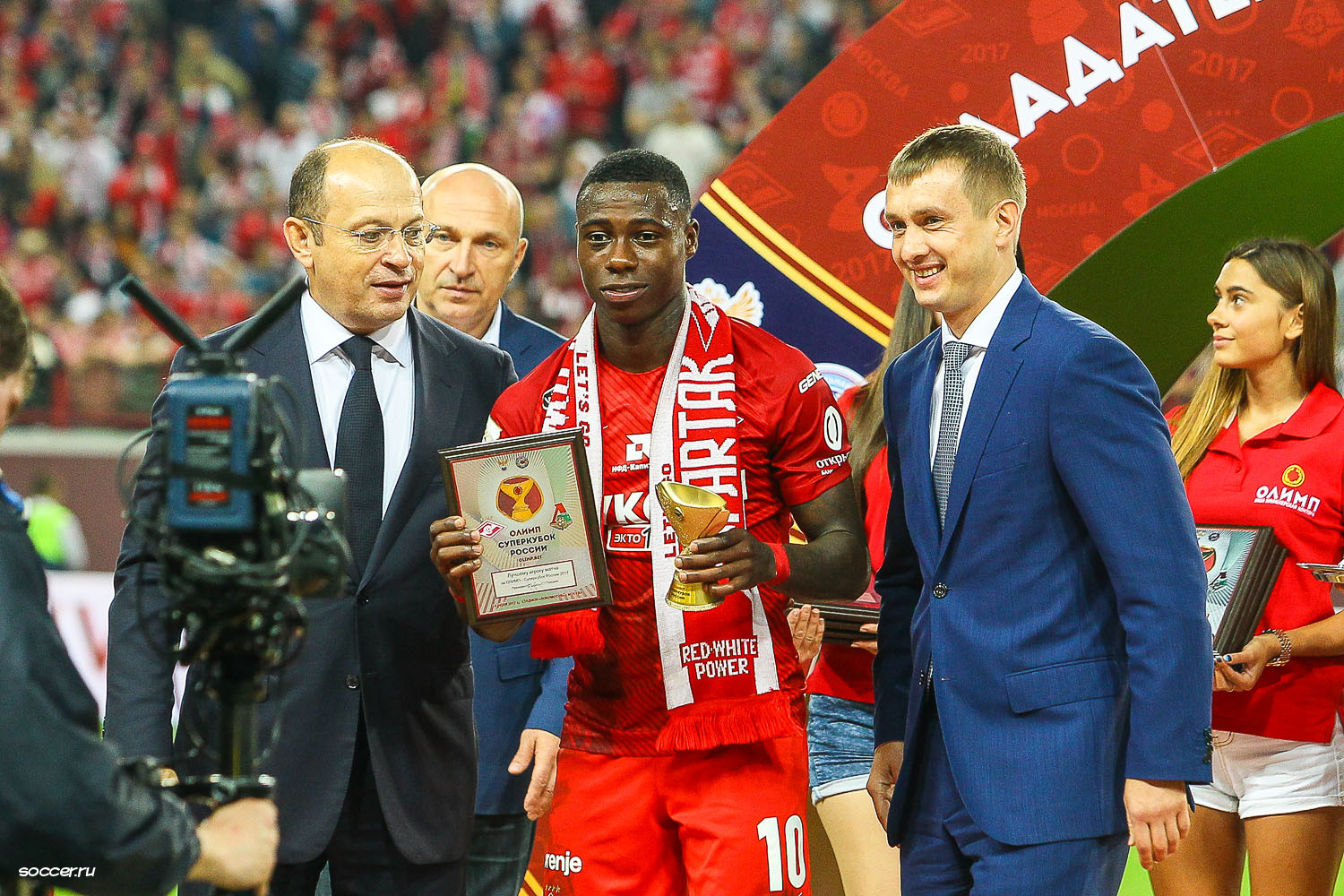
Promes premiato come MVP della finale di Superkubok Rossii 2017

#### Gli inizi
Dopo aver dato i suoi primi calci a un pallone al RKSV DCG, cresce nelle giovanili di Ajax, Haarlem e Twente. L'11 aprile 2012 esordisce nel calcio professionistico con la squadra di Enschede, nella partita di Eredivisie pareggiata 2-2 contro l'AZ Alkmaar. Nella sua prima stagione (più il mese di luglio della stagione successiva) in prima squadra disputa solo quattro partite. 
Avendo trovato poco spazio in prima squadra, il 9 agosto 2012 viene mandato in prestito al Go Ahead Eagles, in Eerste Divisie. Qui, compresi i play-off, gioca 38 partite e segna 16 gol. Nello stesso anno, vince il premio di Miglior giovane della Eerste Divisie. Nell'estate 2013 fa ritorno al Twente. Nella sua prima stagione da titolare in Eredivisie gioca 31 partite, impreziosite da 11 gol.

#### Spartak Mosca

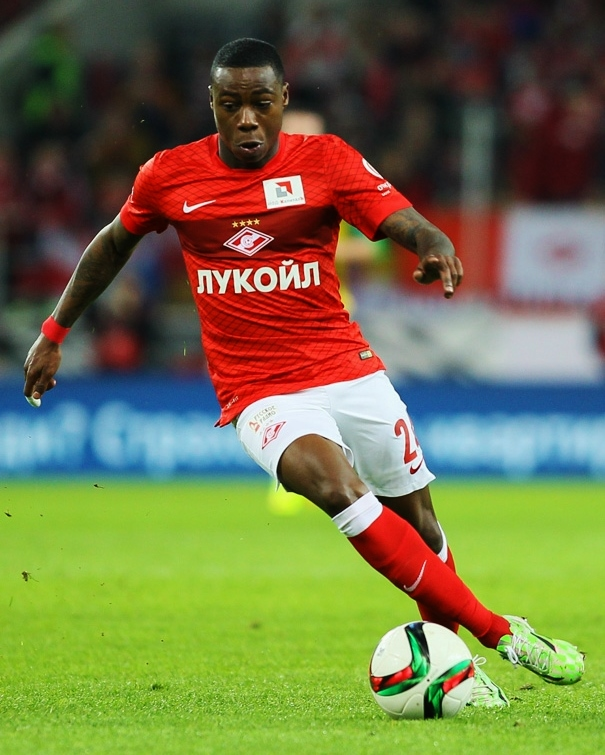
Promes in azione allo nel 2015

L'8 agosto 2014 passa ai russi dello Spartak Mosca per 11.5 milioni di euro. La sua prima stagione in Russia termina con 29 partite e 13 gol. Nella seconda stagione, gioca 32 partite segnando 18 reti. Nella terza stagione, realizza il suo record a livello realizzativo, disputando 38 partite segnando 21 reti. Globalmente, in quattro anni con la società russa, raccoglie in tutte le competizioni 135 presenze e 66 marcature, contribuendo alla vittoria di un campionato e di una Supercoppa russa, la prima per il club.

#### Siviglia e Ajax
Il 31 agosto 2018 passa al Siviglia, in Liga, per 20 milioni di euro. Realizza la prima rete il 26 gennaio 2019 in campionato nel match casalingo vinto 5-0 contro il Levante al 90º minuto, pochi istanti dopo aver fallito un calcio di rigore. Nella prima e anche unica stagione in terra iberica, va leggermente al di sotto delle aspettative, collezionando 49 presenze, condite da 3 gol e 9 assist.

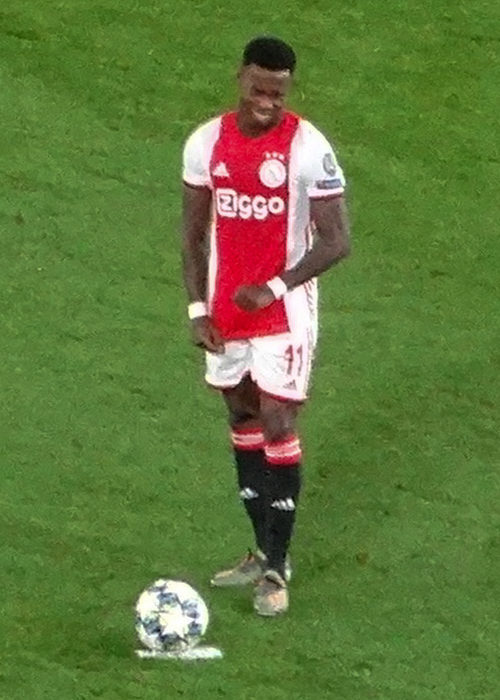
Promes all' nel 2019

Il 24 giugno 2019 viene ceduto per 15,7 milioni di euro (17,2 con i bonus) all'Ajax, dove aveva già giocato nel settore giovanile e dove ritrova Erik ten Hag, suo allenatore ai tempi dei Go Ahead Eagles. Al primo anno segna 16 gol in 28 partite, superando la soglia delle 100 reti segnate nei vari campionati, mentre il 22 novembre 2020 tocca quota 300 presenze con i club in un Ajax-Heracles Almelo 5-0. Con la maglia dei lancieri, ha giocato una stagione e mezza, in qui in tutte le competizioni ha realizzato 22 reti in 53 partite, vincendo una Supercoppa dei Paesi Bassi (2019, 2-0 contro il PSV) (l'Eredivisie 2019-2020 non viene contata, dato che a causa della pandemia di COVID-19, la KNVB ha deciso di concludere anticipatamente il campionato e di passare direttamente a quello successivo).

#### Ritorno allo Spartak

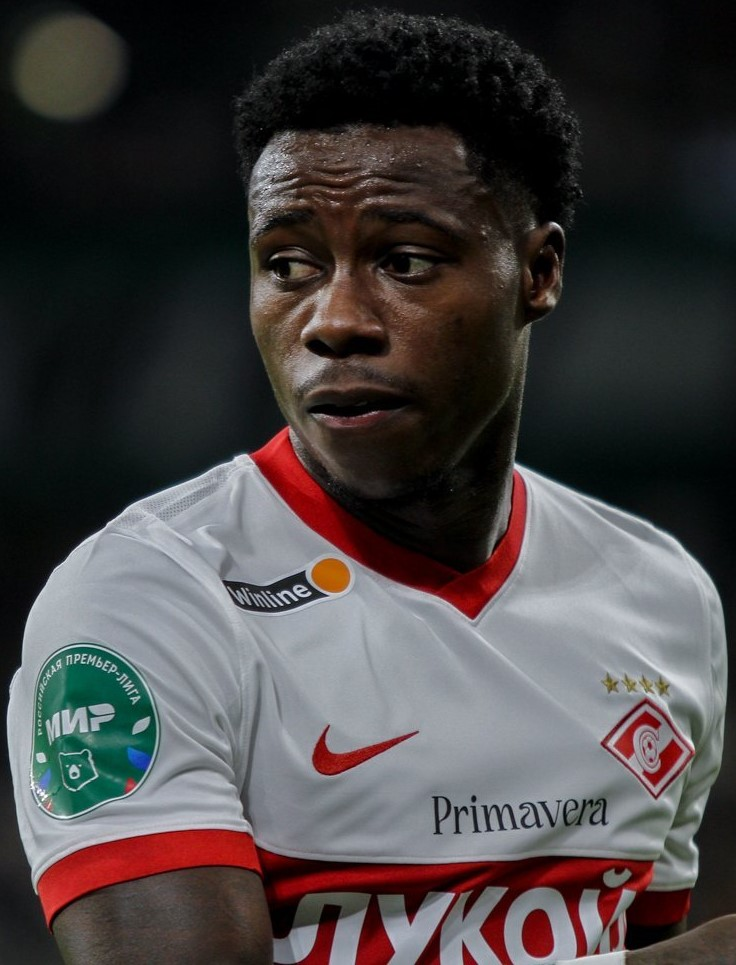
Promes con lo nel 2022

Il 24 febbraio 2021 fa ritorno allo Spartak Mosca per 8,5 milioni di euro più eventuali bonus. Risulta decisivo per la vittoria della Coppa di Russia contro la Dinamo Mosca nel 2021-2022. Nel luglio del 2024, lo Spartak comunica la rescissione del contratto per i guai giudiziari che hanno impedito a Promes di giocare nella seconda parte di stagione; lascia il club russo dopo aver messo insieme complessivamente 235 presenze e 114 gol.

#### Il trasferimento a Dubai
Il 4 settembre 2024, ha firmato un contratto con la squadra della UAE Second Division (secondo livello del campionato degli Emirati Arabi Uniti) dello United FC. Il motivo del trasferimento è legato ad una condanna di 6 anni di carcere ricevuta ai tempi dello Spartak. In terra emiratina, però, Promes è riuscito ad ottenere la cauzione dal carcere, potendo giocare regolarmente. Il 13 giugno 2025, in seguito alla condanna subita, si ritira dal calcio giocato, dopo aver fatto 19 gol in 20 presenze negli Emirati.

### Nazionale

#### Nazionali giovanili
Ha giocato per le nazionali giovanili olandesi, svolgendo la trafila nell'Under-19, Under-20 e Under-21.

#### Nazionale maggiore

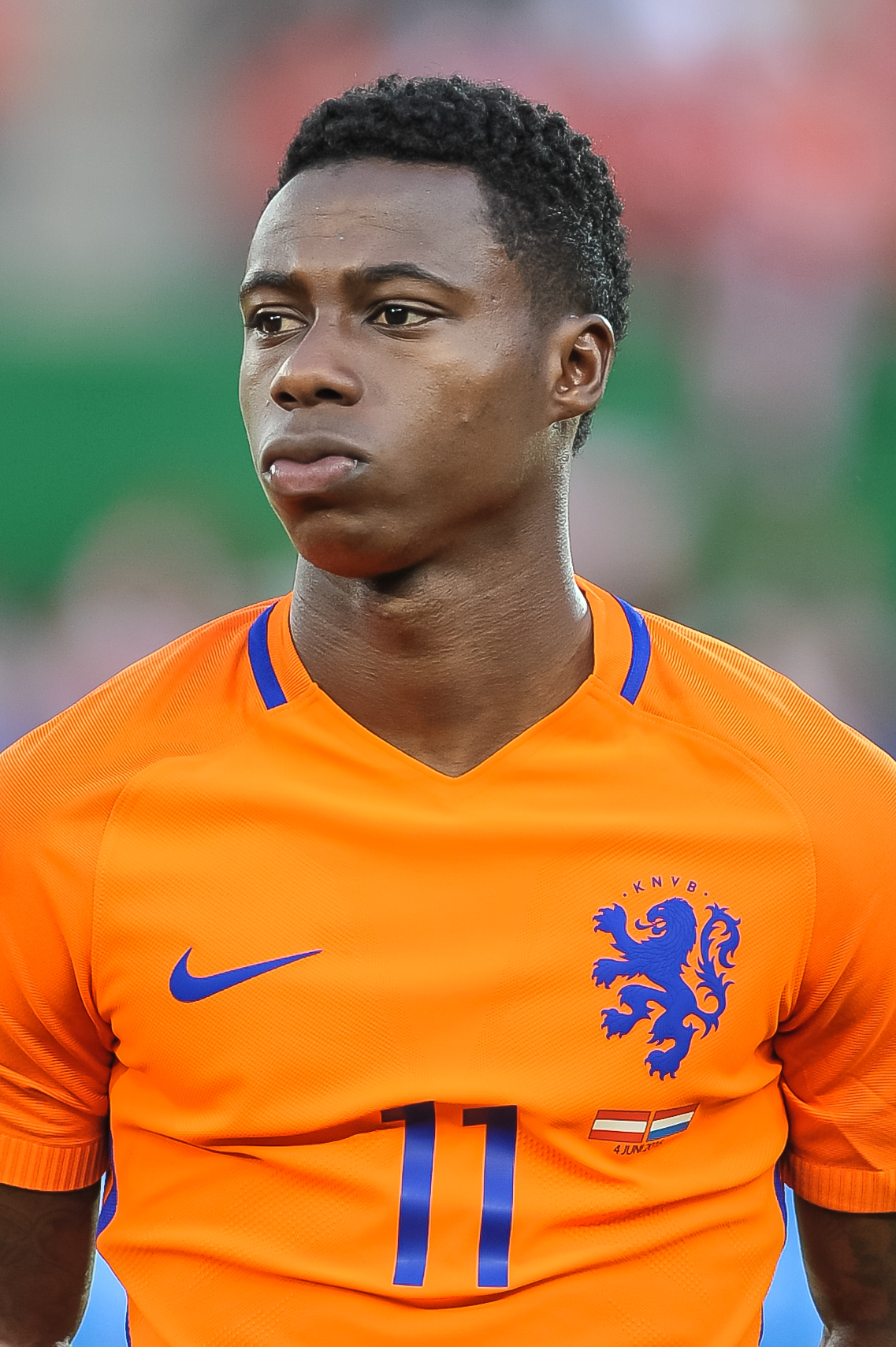
Promes con i nel 2016

Nonostante abbia avuto l'opportunità di rappresentare la nazionale del Suriname, il 5 marzo 2014 esordisce in nazionale maggiore nell'amichevole persa per 2-0 contro la Francia. Il 7 ottobre 2016 mette a segno le sue prime reti in nazionale, realizzando una decisiva doppietta nella larga vittoria 4-1 contro la Bielorussia, in una partita valida per le qualificazioni al campionato del mondo 2018. Dopo aver preso parte alla UEFA Nations League 2018-2019, nel 2021 viene poi convocato al campionato d'Europa 2020.

## Controversie
Il 13 dicembre 2020 è stato condannato a 18 mesi di reclusione più al pagamento di un'ammenda di 7000 euro per aver accoltellato un suo cugino, a seguito di alcuni affari non andati secondo l'esito sperato.
Il 14 febbraio 2024 è stato condannato dal tribunale di Amsterdam in via definitiva a 6 anni di carcere per aver trafficato oltre 1350 chili di cocaina, facendola passare tramite il porto di Anversa.
Il 14 marzo successivo è stato arrestato mentre si trovava a Dubai, perché nei Paesi Bassi fu condannato per droga.
Il 12 giugno 2025 viene nuovamente arrestato a Dubai nella notte, mentre 8 giorni più tardi viene ufficialmente estradato in Olanda e dovrà scontare una pena di 7 anni e mezzo di carcere.

## Statistiche

### Presenze e reti nei club
Statistiche aggiornate al 12 giugno 2025.
| Stagione             | Squadra              | Campionato           | Campionato | Campionato | Coppe nazionali | Coppe nazionali | Coppe nazionali | Coppe continentali | Coppe continentali | Coppe continentali | Altre coppe | Altre coppe | Altre coppe | Totale | Totale |
| Stagione             | Squadra              | Comp                 | Pres       | Reti       | Comp            | Pres            | Reti            | Comp               | Pres               | Reti               | Comp        | Pres        | Reti        | Pres   | Reti   |
| -------------------- | -------------------- | -------------------- | ---------- | ---------- | --------------- | --------------- | --------------- | ------------------ | ------------------ | ------------------ | ----------- | ----------- | ----------- | ------ | ------ |
| 2011-2012            | Twente               | ED                   | 1+2        | 0          | CO              | 0               | 0               | UCL+UEL            | 0+0                | 0                  | -           | -           | -           | 3      | 0      |
| lug. 2012            | Twente               | ED                   | 0          | 0          | CO              | 0               | 0               | UEL                | 1                  | 0                  | -           | -           | -           | 1      | 0      |
| ago. 2012-2013       | Go Ahead Eagles      | EE                   | 32+6       | 13+3       | CO              | 3               | 1               | -                  | -                  | -                  | -           | -           | -           | 41     | 17     |
| 2013-2014            | Twente               | ED                   | 31         | 11         | CO              | 0               | 0               | -                  | -                  | -                  | -           | -           | -           | 31     | 11     |
| Totale Twente        | Totale Twente        | Totale Twente        | 32+2       | 11         |                 | 0               | 0               |                    | 1                  | 0                  |             | -           | -           | 35     | 11     |
| 2014-2015            | Spartak Mosca        | PL                   | 28         | 13         | KR              | 1               | 0               | -                  | -                  | -                  | -           | -           | -           | 29     | 13     |
| 2015-2016            | Spartak Mosca        | PL                   | 30         | 18         | KR              | 2               | 0               | -                  | -                  | -                  | -           | -           | -           | 32     | 18     |
| 2016-2017            | Spartak Mosca        | PL                   | 26         | 12         | KR              | 1               | 0               | UEL                | 2                  | 0                  | -           | -           | -           | 29     | 12     |
| 2017-2018            | Spartak Mosca        | PL                   | 26         | 15         | KR              | 4               | 3               | UCL+UEL            | 5+2                | 2+0                | SR          | 1           | 1           | 38     | 21     |
| lug.-ago. 2018       | Spartak Mosca        | PL                   | 5          | 1          | KR              | 0               | 0               | UCL                | 2                  | 1                  | -           | -           | -           | 7      | 2      |
| ago. 2018-2019       | Siviglia             | PD                   | 33         | 2          | CR              | 6               | 0               | UEL                | 10                 | 1                  | SS          | 0           | 0           | 49     | 3      |
| 2019-2020            | Ajax                 | ED                   | 20         | 12         | CO              | 1               | 0               | UCL+UEL            | 5+1                | 4+0                | SO          | 1           | 0           | 28     | 16     |
| 2020-feb.2021        | Ajax                 | ED                   | 19         | 6          | CO              | 1               | 0               | UCL                | 5                  | 0                  | -           | -           | -           | 25     | 6      |
| Totale Ajax          | Totale Ajax          | Totale Ajax          | 39         | 18         |                 | 2               | 0               |                    | 11                 | 4                  |             | 1           | 0           | 53     | 22     |
| feb.-giu.2021        | Spartak Mosca        | PL                   | 11         | 3          | KR              | 0               | 0               | -                  | -                  | -                  | -           | -           | -           | 11     | 3      |
| 2021-2022            | Spartak Mosca        | PL                   | 22         | 6          | KR              | 3               | 4               | UEL                | 6                  | 2                  | -           | -           | -           | 31     | 12     |
| 2022-2023            | Spartak Mosca        | PL                   | 27         | 20         | KR              | 9               | 5               | -                  | -                  | -                  | SR          | 1           | 0           | 37     | 25     |
| 2023-2024            | Spartak Mosca        | PL                   | 17         | 6          | KR              | 4               | 2               | -                  | -                  | -                  | -           | -           | -           | 21     | 8      |
| Totale Spartak Mosca | Totale Spartak Mosca | Totale Spartak Mosca | 192        | 94         |                 | 24              | 14              |                    | 17                 | 5                  |             | 2           | 1           | 235    | 114    |
| 2024-2025            | United FC            | D1                   | 20         | 19         | PC              | 0               | 0               | -                  | -                  | -                  | -           | -           | -           | 20     | 19     |
| Totale carriera      | Totale carriera      | Totale carriera      | 356        | 160        |                 | 35              | 15              |                    | 39                 | 10                 |             | 3           | 1           | 433    | 186    |

### Cronologia presenze e reti in nazionale
| Cronologia completa delle presenze e delle reti in nazionale ― Paesi Bassi | Cronologia completa delle presenze e delle reti in nazionale ― Paesi Bassi | Cronologia completa delle presenze e delle reti in nazionale ― Paesi Bassi | Cronologia completa delle presenze e delle reti in nazionale ― Paesi Bassi | Cronologia completa delle presenze e delle reti in nazionale ― Paesi Bassi | Cronologia completa delle presenze e delle reti in nazionale ― Paesi Bassi | Cronologia completa delle presenze e delle reti in nazionale ― Paesi Bassi | Cronologia completa delle presenze e delle reti in nazionale ― Paesi Bassi |
| Data                                                                       | Città                                                                      | In casa                                                                    | Risultato                                                                  | Ospiti                                                                     | Competizione                                                               | Reti                                                                       | Note                                                                       |
| -------------------------------------------------------------------------- | -------------------------------------------------------------------------- | -------------------------------------------------------------------------- | -------------------------------------------------------------------------- | -------------------------------------------------------------------------- | -------------------------------------------------------------------------- | -------------------------------------------------------------------------- | -------------------------------------------------------------------------- |
| 5-3-2014                                                                   | Saint-Denis                                                                | Francia                                                                    | 2 – 0                                                                      | Paesi Bassi                                                                | Amichevole                                                                 | -                                                                          |                                                                            |
| 13-10-2014                                                                 | Reykjavík                                                                  | Islanda                                                                    | 2 – 0                                                                      | Paesi Bassi                                                                | Qual. Euro 2016                                                            | -                                                                          | 68’                                                                        |
| 12-11-2014                                                                 | Amsterdam                                                                  | Paesi Bassi                                                                | 2 – 3                                                                      | Messico                                                                    | Amichevole                                                                 | -                                                                          | 60’                                                                        |
| 5-6-2015                                                                   | Amsterdam                                                                  | Paesi Bassi                                                                | 3 – 4                                                                      | Stati Uniti                                                                | Amichevole                                                                 | -                                                                          | 46’                                                                        |
| 3-9-2015                                                                   | Amsterdam                                                                  | Paesi Bassi                                                                | 0 – 1                                                                      | Islanda                                                                    | Qual. Euro 2016                                                            | -                                                                          | 80’                                                                        |
| 6-9-2015                                                                   | Konya                                                                      | Turchia                                                                    | 3 – 0                                                                      | Paesi Bassi                                                                | Qual. Euro 2016                                                            | -                                                                          | 69’                                                                        |
| 13-11-2015                                                                 | Cardiff                                                                    | Galles                                                                     | 2 – 3                                                                      | Paesi Bassi                                                                | Amichevole                                                                 | -                                                                          | 90+1’                                                                      |
| 25-3-2016                                                                  | Amsterdam                                                                  | Paesi Bassi                                                                | 2 – 3                                                                      | Francia                                                                    | Amichevole                                                                 | -                                                                          |                                                                            |
| 29-3-2016                                                                  | Londra                                                                     | Inghilterra                                                                | 1 – 2                                                                      | Paesi Bassi                                                                | Amichevole                                                                 | -                                                                          | 37’                                                                        |
| 27-5-2016                                                                  | Dublino                                                                    | Irlanda                                                                    | 1 – 1                                                                      | Paesi Bassi                                                                | Amichevole                                                                 | -                                                                          |                                                                            |
| 1-6-2016                                                                   | Danzica                                                                    | Polonia                                                                    | 1 – 2                                                                      | Paesi Bassi                                                                | Amichevole                                                                 | -                                                                          |                                                                            |
| 4-6-2016                                                                   | Vienna                                                                     | Austria                                                                    | 0 – 2                                                                      | Paesi Bassi                                                                | Amichevole                                                                 | -                                                                          |                                                                            |
| 1-9-2016                                                                   | Eindhoven                                                                  | Paesi Bassi                                                                | 1 – 2                                                                      | Grecia                                                                     | Amichevole                                                                 | -                                                                          | 72’                                                                        |
| 6-9-2016                                                                   | Solna                                                                      | Svezia                                                                     | 1 – 1                                                                      | Paesi Bassi                                                                | Qual. Mondiali 2018                                                        | -                                                                          | 78’                                                                        |
| 7-10-2016                                                                  | Rotterdam                                                                  | Paesi Bassi                                                                | 4 – 1                                                                      | Bielorussia                                                                | Qual. Mondiali 2018                                                        | 2                                                                          |                                                                            |
| 10-10-2016                                                                 | Amsterdam                                                                  | Paesi Bassi                                                                | 0 – 1                                                                      | Francia                                                                    | Qual. Mondiali 2018                                                        | -                                                                          | 16’                                                                        |
| 25-3-2017                                                                  | Sofia                                                                      | Bulgaria                                                                   | 2 – 0                                                                      | Paesi Bassi                                                                | Qual. Mondiali 2018                                                        | -                                                                          | 69’                                                                        |
| 28-3-2017                                                                  | Amsterdam                                                                  | Paesi Bassi                                                                | 1 – 2                                                                      | Italia                                                                     | Amichevole                                                                 | -                                                                          | 89’                                                                        |
| 31-5-2017                                                                  | Marrakech                                                                  | Marocco                                                                    | 1 – 2                                                                      | Paesi Bassi                                                                | Amichevole                                                                 | 1                                                                          |                                                                            |
| 4-6-2017                                                                   | Rotterdam                                                                  | Paesi Bassi                                                                | 5 – 0                                                                      | Costa d'Avorio                                                             | Amichevole                                                                 | -                                                                          | 78’                                                                        |
| 9-6-2017                                                                   | Rotterdam                                                                  | Paesi Bassi                                                                | 5 – 0                                                                      | Lussemburgo                                                                | Qual. Mondiali 2018                                                        | 1                                                                          | 70’                                                                        |
| 31-8-2017                                                                  | Saint-Denis                                                                | Francia                                                                    | 4 – 0                                                                      | Paesi Bassi                                                                | Qual. Mondiali 2018                                                        | -                                                                          |                                                                            |
| 3-9-2017                                                                   | Amsterdam                                                                  | Paesi Bassi                                                                | 3 – 1                                                                      | Bulgaria                                                                   | Qual. Mondiali 2018                                                        | -                                                                          |                                                                            |
| 9-11-2017                                                                  | Aberdeen                                                                   | Scozia                                                                     | 0 – 1                                                                      | Paesi Bassi                                                                | Amichevole                                                                 | -                                                                          | 76’                                                                        |
| 14-11-2017                                                                 | Bucarest                                                                   | Romania                                                                    | 0 – 3                                                                      | Paesi Bassi                                                                | Amichevole                                                                 | -                                                                          | 87’                                                                        |
| 23-3-2018                                                                  | Amsterdam                                                                  | Paesi Bassi                                                                | 0 – 1                                                                      | Inghilterra                                                                | Amichevole                                                                 | -                                                                          | 66’                                                                        |
| 31-5-2018                                                                  | Trnava                                                                     | Slovacchia                                                                 | 1 – 1                                                                      | Paesi Bassi                                                                | Amichevole                                                                 | 1                                                                          | 83’                                                                        |
| 4-6-2018                                                                   | Torino                                                                     | Italia                                                                     | 1 – 1                                                                      | Paesi Bassi                                                                | Amichevole                                                                 | -                                                                          | 78’                                                                        |
| 6-9-2018                                                                   | Amsterdam                                                                  | Paesi Bassi                                                                | 2 – 1                                                                      | Perù                                                                       | Amichevole                                                                 | -                                                                          | 62’                                                                        |
| 9-9-2018                                                                   | Parigi                                                                     | Francia                                                                    | 2 – 1                                                                      | Paesi Bassi                                                                | UEFA Nations League 2018-2019 - 1º turno                                   | -                                                                          | 76’                                                                        |
| 13-10-2018                                                                 | Amsterdam                                                                  | Paesi Bassi                                                                | 3 – 0                                                                      | Germania                                                                   | UEFA Nations League 2018-2019 - 1º turno                                   | -                                                                          | 68’                                                                        |
| 16-10-2018                                                                 | Bruxelles                                                                  | Belgio                                                                     | 1 – 1                                                                      | Paesi Bassi                                                                | Amichevole                                                                 | -                                                                          | 73’                                                                        |
| 16-11-2018                                                                 | Rotterdam                                                                  | Paesi Bassi                                                                | 2 – 0                                                                      | Francia                                                                    | UEFA Nations League 2018-2019 - 1º turno                                   | -                                                                          | 86’                                                                        |
| 19-11-2018                                                                 | Gelsenkirchen                                                              | Germania                                                                   | 2 – 2                                                                      | Paesi Bassi                                                                | UEFA Nations League 2018-2019 - 1º turno                                   | 1                                                                          |                                                                            |
| 21-3-2019                                                                  | Rotterdam                                                                  | Paesi Bassi                                                                | 4 – 0                                                                      | Bielorussia                                                                | Qual. Euro 2020                                                            | -                                                                          | 59’                                                                        |
| 24-3-2019                                                                  | Amsterdam                                                                  | Paesi Bassi                                                                | 2 – 3                                                                      | Germania                                                                   | Qual. Euro 2020                                                            | -                                                                          |                                                                            |
| 6-6-2019                                                                   | Guimarães                                                                  | Paesi Bassi                                                                | 3 – 1 dts                                                                  | Inghilterra                                                                | UEFA Nations League 2018-2019 - Semifinale                                 | 1                                                                          | 68’                                                                        |
| 9-6-2019                                                                   | Porto                                                                      | Portogallo                                                                 | 1 – 0                                                                      | Paesi Bassi                                                                | UEFA Nations League 2018-2019 - Finale                                     | -                                                                          | 46’                                                                        |
| 6-9-2019                                                                   | Amburgo                                                                    | Germania                                                                   | 2 – 4                                                                      | Paesi Bassi                                                                | Qual. Euro 2020                                                            | -                                                                          |                                                                            |
| 13-10-2019                                                                 | Minsk                                                                      | Bielorussia                                                                | 1 – 2                                                                      | Paesi Bassi                                                                | Qual. Euro 2020                                                            | -                                                                          | 66’                                                                        |
| 16-11-2019                                                                 | Belfast                                                                    | Irlanda del Nord                                                           | 0 – 0                                                                      | Paesi Bassi                                                                | Qual. Euro 2020                                                            | -                                                                          |                                                                            |
| 19-11-2019                                                                 | Amsterdam                                                                  | Paesi Bassi                                                                | 5 – 0                                                                      | Estonia                                                                    | Qual. Euro 2020                                                            | -                                                                          |                                                                            |
| 4-9-2020                                                                   | Amsterdam                                                                  | Paesi Bassi                                                                | 1 – 0                                                                      | Polonia                                                                    | UEFA Nations League 2020-2021 - 1º turno                                   | -                                                                          | 90+2’                                                                      |
| 7-9-2020                                                                   | Amsterdam                                                                  | Paesi Bassi                                                                | 0 – 1                                                                      | Italia                                                                     | UEFA Nations League 2020-2021 - 1º turno                                   | -                                                                          |                                                                            |
| 7-10-2020                                                                  | Amsterdam                                                                  | Paesi Bassi                                                                | 0 – 1                                                                      | Messico                                                                    | Amichevole                                                                 | -                                                                          | 86’                                                                        |
| 11-10-2020                                                                 | Zenica                                                                     | Bosnia ed Erzegovina                                                       | 0 – 0                                                                      | Paesi Bassi                                                                | UEFA Nations League 2020-2021 - 1º turno                                   | -                                                                          | 86’                                                                        |
| 15-11-2020                                                                 | Amsterdam                                                                  | Paesi Bassi                                                                | 3 – 1                                                                      | Bosnia ed Erzegovina                                                       | UEFA Nations League 2020-2021 - 1º turno                                   | -                                                                          | 79’                                                                        |
| 2-6-2021                                                                   | Faro                                                                       | Paesi Bassi                                                                | 2 – 2                                                                      | Scozia                                                                     | Amichevole                                                                 | -                                                                          | 69’                                                                        |
| 21-6-2021                                                                  | Amsterdam                                                                  | Macedonia del Nord                                                         | 0 – 3                                                                      | Paesi Bassi                                                                | Euro 2020 - 1º turno                                                       | -                                                                          | 66’                                                                        |
| 27-6-2021                                                                  | Budapest                                                                   | Paesi Bassi                                                                | 0 – 2                                                                      | Rep. Ceca                                                                  | Euro 2020 - Ottavi di finale                                               | -                                                                          | 57’                                                                        |
| Totale                                                                     |                                                                            | Presenze                                                                   | 50                                                                         |                                                                            | Reti                                                                       | 7                                                                          |                                                                            |

## Palmarès

### Club
- Campionato russo: 1

Spartak Mosca: 2016-2017
- Supercoppa di Russia: 1

Spartak Mosca: 2017
- Supercoppa dei Paesi Bassi: 1

Ajax: 2019
- Coppa di Russia: 1

Spartak Mosca: 2021-2022

### Individuale
- Capocannoniere della Prem'er-Liga: 1

2017-2018 (15 gol)